# LATAM ブラジル
LATAM ブラジル（ラタン ブラジル, LATAM Airlines Brasil）は、LATAM航空グループに属するブラジル最大の航空会社である。
旧「TAM航空」の後継。

## 概要
2010年8月にチリのフラッグ・キャリアでワンワールドの主要メンバーの1社であるラン航空に買収されることが発表され、2012年6月経営統合され現在はLATAM航空グループの傘下にある。これに伴い、2014年3月30日にスターアライアンスから脱退し、翌31日にワンワールドに加盟した。
航空券の座席予約システム（CRS）は、アマデウスITグループが運営するアマデウスを利用している。

## 沿革

### 創業当初
1961年2月21日、短距離の航空便（タクシー航空）事業を目的として、5人のパイロットによってサンパウロ州マリーリア市にて創業された。創業当時の名称は創業地の名を取り「Táxi Aéreo Marília（マリーリア・タクシー航空）」というものであったが、後にこれを略して「TAM」と呼ばれるようになった。
当初は4機のセスナ180と1機のセスナ170を有し、サンパウロ州とそれに隣接するパラナ州、マットグロッソ州（現在のマットグロッソ州ではなく、マットグロッソ・ド・スル州の地域）の間を結び運航した。
1964年に農業ビジネスにおける実業家のオルランド・オメットが、その飛行機を自らの農業ビジネスを拡大させる目的でTAM社の株式50%を取得した。オメットの投資により、TAM社は新たな機体を得ることができるようになったが、同じ時期に創設当初のパイロット兼オーナーたちはいずれも会社を去り、オメットは彼らが保有していた株式を全て買い取りTAM社の株式100%を取得した。
この時期、ブラジル中西部における農地拡大の波にもうまく乗ったことでTAM社には一定の利益がもたらされ、1966年には初の双発機としてパイパー社製の機体を数機導入するまでになり、本社もマリーリア市から同州州都であるサンパウロ市へと移転した。

### ロリン・アマロ
その後、赤字続きとなり業績不振に苦慮したオメットにより、1971年に、TAM社の元パイロットで当時自身のタクシー航空会社を興していたロリン・アドルフォ・アマロがスカウトされた。
この際、アマロはオメットに対して自社をTAM航空に吸収させる見返りにTAM航空の株式50%を自分に譲るよう持ちかけた。これはやや虫のいい提案であったこともあって、もしも1年以内にTAM社を黒字化できれば株式の50%を渡し、もしもそれが成功しなければオメットは何の見返りも払う必要がない、という条件が付けられた。
1972年4月、両者の間でこの賭けは成立し、1年以内の黒字化を達成させるため、アマロには経営の全権が与えられた。同年末、賭けに出たアマロはTAMの既存の機体を全て売り払い、セスナ社の本社があるアメリカ合衆国（カンザス州ウィチタ）に渡り、2か月もの交渉の末、10機のセスナ402型機の購入に成功した。これにより、オメットはアマロにTAM社株式50%を渡し、この時点でオメットとアマロがそれぞれ株式の50%ずつを占める共同オーナーとなった。
1974年になるとTAM社は同社としては初のジェット機としてリアジェット2機を調達した。これに伴い、その内1機については、その見返りとして前所有者であるティアン・マイアに対してTAM社株式の内の33%が渡され、株式はオメット、アマロ、マイアにより三分割で33%ずつ保有される形となったが、1975年にマイアがオメットに対し株式を売却したことにより、オメットとマイアとの持ち株比率の均衡が失われ、両者の関係が悪化する結果となった。そのため、翌1976年にはアマロはオメットと交渉し、結果200万ドル支払うことを条件に株式を取り戻すこととなる。
この時期アマロはコスト削減を目的に、機体に対して保険を掛けずにいることがしばしばであったが、1977年9月24日、リアジェットの1機がサントス・デュモン空港の着陸で事故を起こすという事態に見舞われ、負傷者こそ出なかったものの機体は全損となった。このリアジェット機には保険がかけてあったため、保険金を手にしたアマロはTAM社の残りの株式を取得することを決断した。

### TAM地域航空
1976年、アマロはTAM社の全株式を取得すると、当時サンパウロ州の州立航空会社であったVASP航空と提携し、サンパウロ州とマットグロッソ州（1977年に分割された現在のマットグロッソ州の地域を指す）とを結ぶローカル線の就航へと乗り出すこととなる。新会社はTAM地域航空（TAM Regional Airlines）と名づけられ、当初、エンブラエルEMB110「バンデイランテ」型機を運航した。
ほどなく定員21名の同機では旅客能力が不十分であることが判明し、中古のフォッカーF27ターボプロップ機3機を新たに導入することとなった。しかしながら、国産機であるエンブラエル機に代えて外国産機を導入する形となるため（なお、エンブラエルでは当時EMB-110より大きな機体は生産されていなかった）、この機体はオランダのフォッカー社本社でレストアされた後にブラジルに運び込まれる際に、エンブラエル社のオーナーであるブラジル政府との間で問題を起こすこととなり、結果として、エンブラエルのEMB110型を3機残すことと、フォッカーF27各機から座席をそれぞれ5席取り外し定員を40名に削減することを余儀なくされた。
こうした一幕がありながらも、1981年には4機目のフォッカーF27をニュージーランド航空から購入し、1983年には10機のフォッカーF27を保有するまでになった。旅客能力増強に伴い、1981年には年間で旅客数100万人を達成し、翌1982年にはさらに倍増して旅客数200万人を達成した。
1986年8月、財務上の圧力により、TAM社は株式を市場に公開した。同年にはブラジル国内の地域航空会社であるVOTEC社を買収し、ブラジルの北部地域とマットグロッソ州以外の中西部地域（連邦直轄区とゴイアス州）への航路を確保した。
この時期、TAM社は自社の「TAM」という名称について「Transportes Aéreos Meridionais（南方航空）」の略号であるという見解に改め、社名として「TAM Transportes Aéreos Meridionais（TAM南方航空）」を用いるようになった。1988年には年間の旅客数が300万人に達した。

### フォッカー100

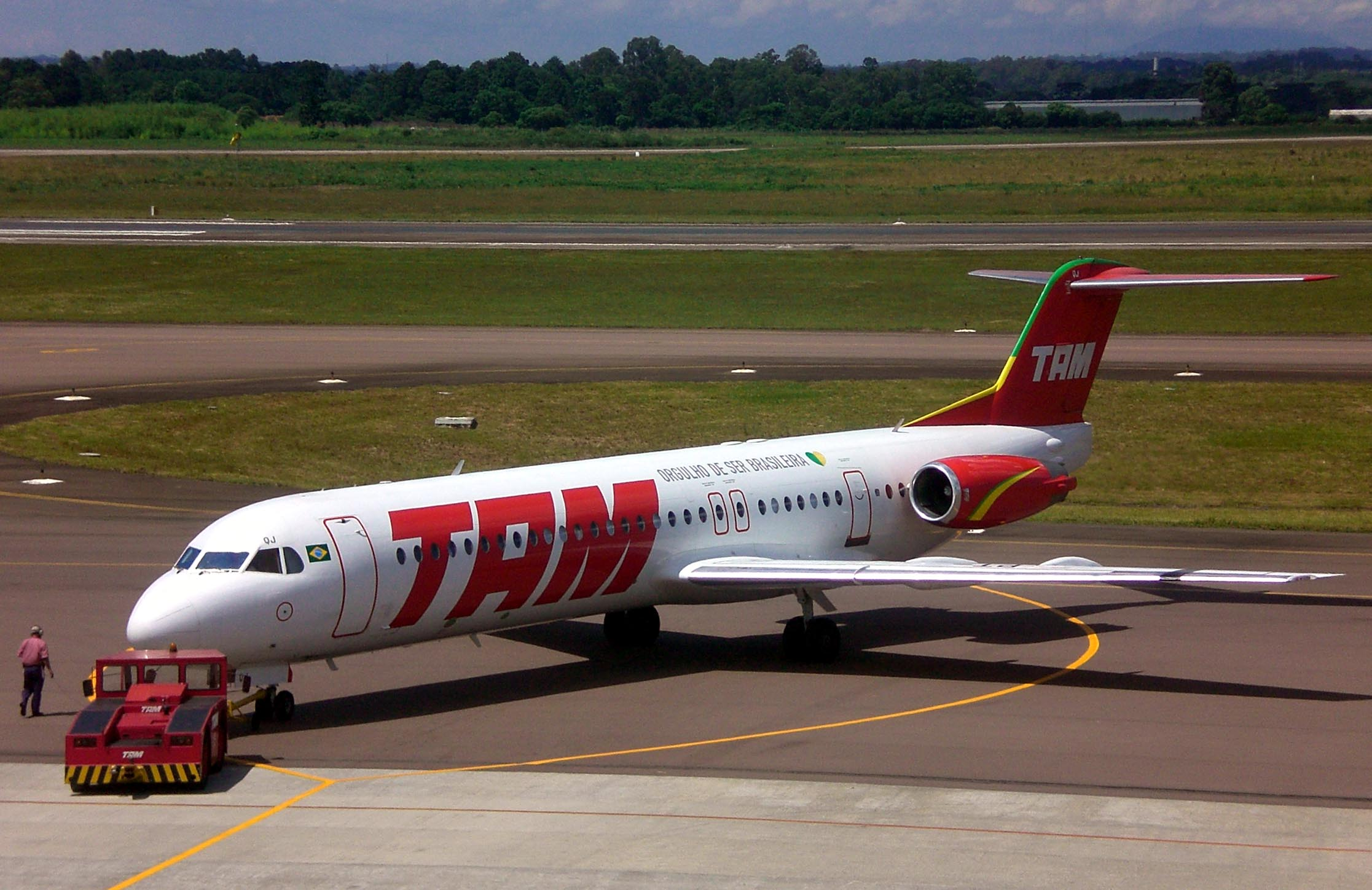
フォッカー100。機種を問わず、保有全機体の側面には「ORGULHO DE SER BRASILEIRA（ブラジル企業である誇り）」とのフレーズが添えられている

TAM社は自身の市場において一定の成功を収めたものの、1980年末の時点では、ボーイング737のような1機で100名以上を運べる機体を抱えるヴァリグ・ブラジル航空やVASP航空といった航空会社に対しては依然として大きく離された存在に過ぎなかった。この時期、アマロはVASP航空の民営化とともにそれを買収することを画策し、その計画のことを「革命」と名づけた。しかしながら、買収が不可能であると悟ると、自社の機体を徐々により大型のものに転換していくという、より緩やかな成長の道を選び、これを「発展」と名づけた。
1989年9月15日、TAM社はパンアメリカン航空から中古のフォッカー100を2機購入した。この機体は実際にはTAM社が保有したわけではなく、資産運用会社であるギネス・ピート・アビエーションによって保有され、TAM社はそのリースを受けるという形をとった。これはギネス・ピート・アビエーションとアマロとの間の個人的な信頼関係によって成り立ったものであり、1992年にはさらに2機のフォッカー100が就航することとなり、同年にはTAM社の年間旅客数は800万人に達し、翌1993年には14機のフォッカー100を擁し、56都市を結ぶまでに「発展」を遂げた。

### LATAM パラグアイ
1994年にアマロはパラグアイにARPAという名の小さな航空会社を設立し、208型セスナなど小型機を用いて営業を行っていたが、1996年9月、当時経営不振に陥っていたラプサ・エア・パラグアイを買収してARPA社と合併させ、南米各国に就航するTAMメルコスー社を設立した。TAMメルコスー社の持ち株比率はTAM航空94.98%、パラグアイ政府5.02%である。また、2008年に社名をTAM航空に変更した。現在、同社は3機のエアバスA320を保有している。

### 海外路線開設
1997年、TAM社は同社としては初の大型機として、エアバス社にエアバスA330・10機、A319・4機、A320・34機、計45機を発注した。エアバス社からは即時に機体が供給され、同年中にサンパウロ - マイアミ（マイアミ国際空港）間に同社としては初の海外路線を開設した。
2年後の1999年にはヨーロッパへも路線を開き、エールフランスとコードシェアをし、サンパウロ - パリ（シャルル・ド・ゴール国際空港）間での定期路線を開設するに至る。その後も国際線の拡張を続け、ミラノやロンドン、ニューヨークやリマなどへの乗り入れを行っている。

### フラッグ・キャリア
2000年には社名を現在の「TAM Linhas Aéreas（TAM航空）」へと改称。2000年代に入って従来ブラジルの航空市場においてトップであったヴァリグ・ブラジル航空が乱脈経営によって凋落したことに伴い、今日では、TAM航空はブラジル国内の旅客シェアで50%を占めるにいたり、これにゴル航空（36%）、ゴル航空傘下のヴァリグ（4%）が続く形となっており、知名度や路線網、歴史上の観点から事実上ブラジルにおけるフラッグ・キャリアといえる地位にある。

### LAN航空による買収
2008年に航空連合であるスターアライアンスへの加盟が決定したが、2010年8月13日にワンワールドの加盟航空会社であるラン航空がTAM航空を買収することで合意。2012年6月22日に正式に合併した。合併後のグループ名はLATAM Airlines Group S.A. 、新会社は世界11位の規模となる。
なお、ワンワールドに加盟しているラン航空との航空連合一本化については2012年まで結論を保留する方針とされていたが、2013年3月7日にワンワールドは、2014年4月から6月の第2四半期に、TAM航空がスターアライアンスを脱退し、ワンワールドに加盟すると発表した。また、ラン航空子会社のラン・コロンビアも、2013年10月から12月の第4四半期に、ワンワールド・アフィリエイトメンバーとして、ワンワールドに加盟する。これにより、ラン航空傘下のラン・エクスプレス、ラン・エクアドル、ラン・アルヘンティナ航空、ラン・ペルー航空と合わせ、ラン航空グループ各社の搭乗で、マイルの獲得や特典航空券の交換などが可能となる。
またこれに伴い、日本航空やアメリカン航空、カンタス航空、ブリティッシュエアウェイズなどのワンワールド航空会社とのコードシェア運航をはじめとする各種提携も行われると発表された。

## 保有機材
当社の便にタラップを使用して搭乗する場合は、地上部分に赤い絨毯を敷いて乗客を迎えるのが慣習となっている。ブラジルではこの赤い絨毯をテーマにしたCMも放送されたことがある。
2014年5月、ブラジル-アメリカ、欧州の各長距離路線でファーストクラスを廃止し、ビジネスクラスを拡張することを発表した。同年11月1日以降、チケットの発売を停止する予定である。
2020年4月、経営破綻に伴い、エアバスA350-900を全機退役させた。

### 現在の保有機材
| 機材                  | 運用数 | 発注数 | 座席数 | 座席数 | 座席数 | 座席数 | 備考                                                              |
| 機材                  | 運用数 | 発注数 | J      | W      | Y      | 合計   | 備考                                                              |
| --------------------- | ------ | ------ | ------ | ------ | ------ | ------ | ----------------------------------------------------------------- |
| エアバスA319-100      | 18     | -      | -      | -      | 144    | 144    |                                                                   |
| エアバスA320-200      | 57     | -      | -      | -      | 180    | 180    |                                                                   |
| エアバスA320neo       | 31     | 7      | -      | -      | 180    | 180    | グループ全体の発注分を含む                                        |
| エアバスA321-200      | 31     | -      | -      | -      | 224    | 224    |                                                                   |
| エアバスA321neo       | 15     | 69     | -      | -      | 224    | 224    | グループ全体の発注分を含む                                        |
| エアバスA321XLR       | -      | 10     | 未定   | 未定   | 未定   | 未定   | うち5機をリース導入 グループ全体の発注分を含む 2025年より導入予定 |
| ボーイング777-300ER   | 10     | -      | 38     | 50     | 322    | 410    |                                                                   |
| ボーイング787-9       | 1      | 19     | 30     | 57     | 216    | 303    | 5機のオプション付き グループ全体の発注分を含む                    |
| LATAM カーゴ ブラジル |        |        |        |        |        |        |                                                                   |
| ボーイング767-300F    | 2      | -      | 貨物   | 貨物   | 貨物   | 貨物   |                                                                   |
| 合計                  | 165    | 105    |        |        |        |        |                                                                   |

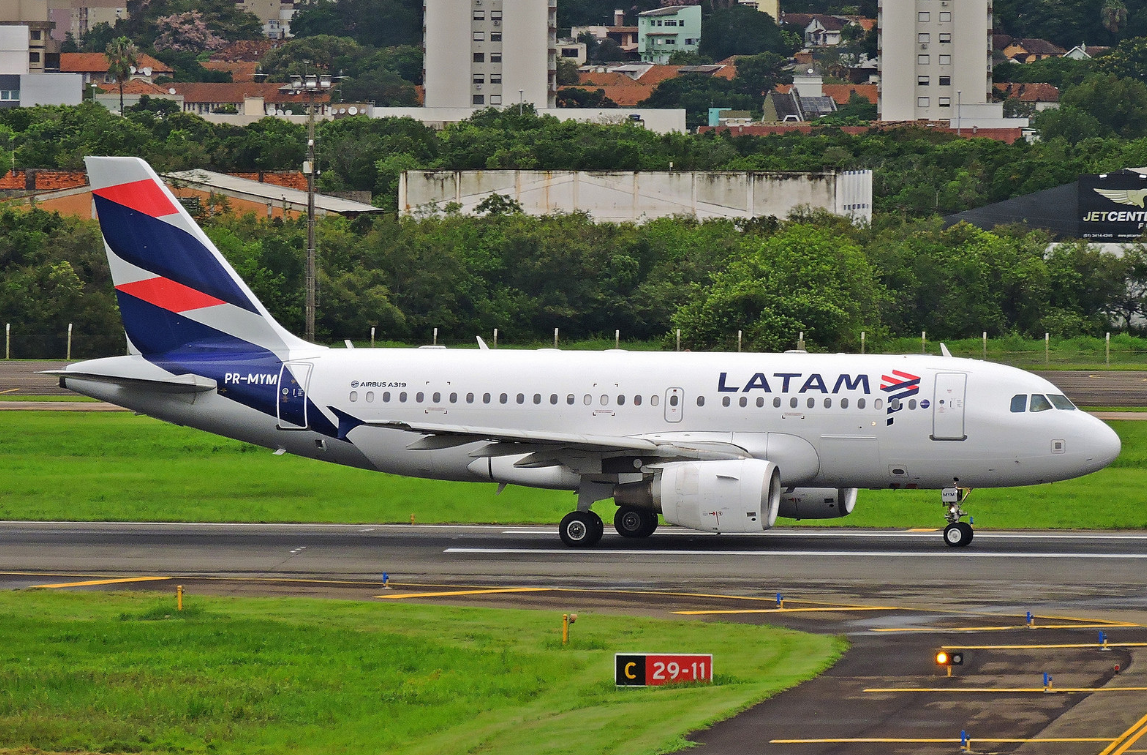
エアバスA319-100
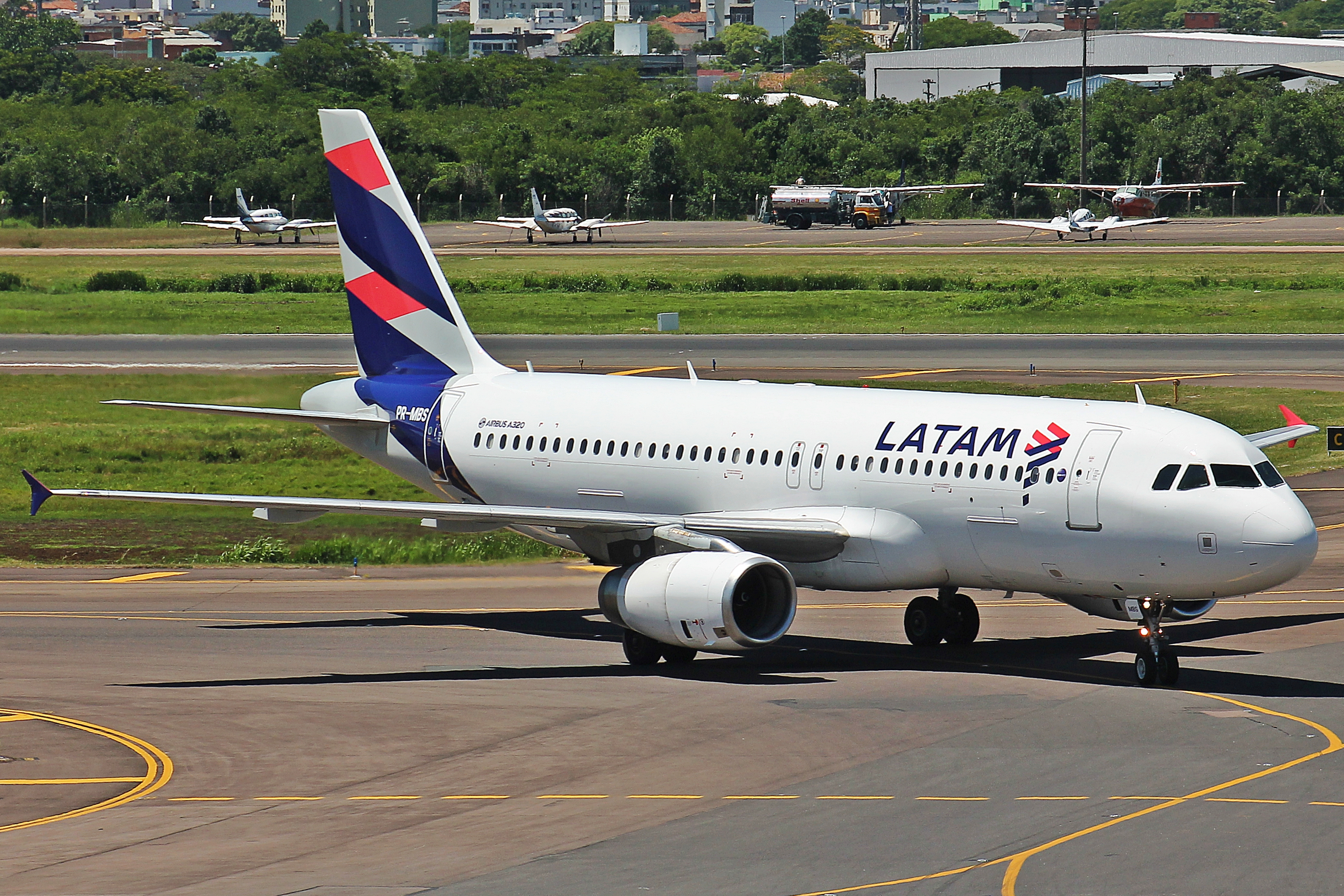
エアバスA320-200
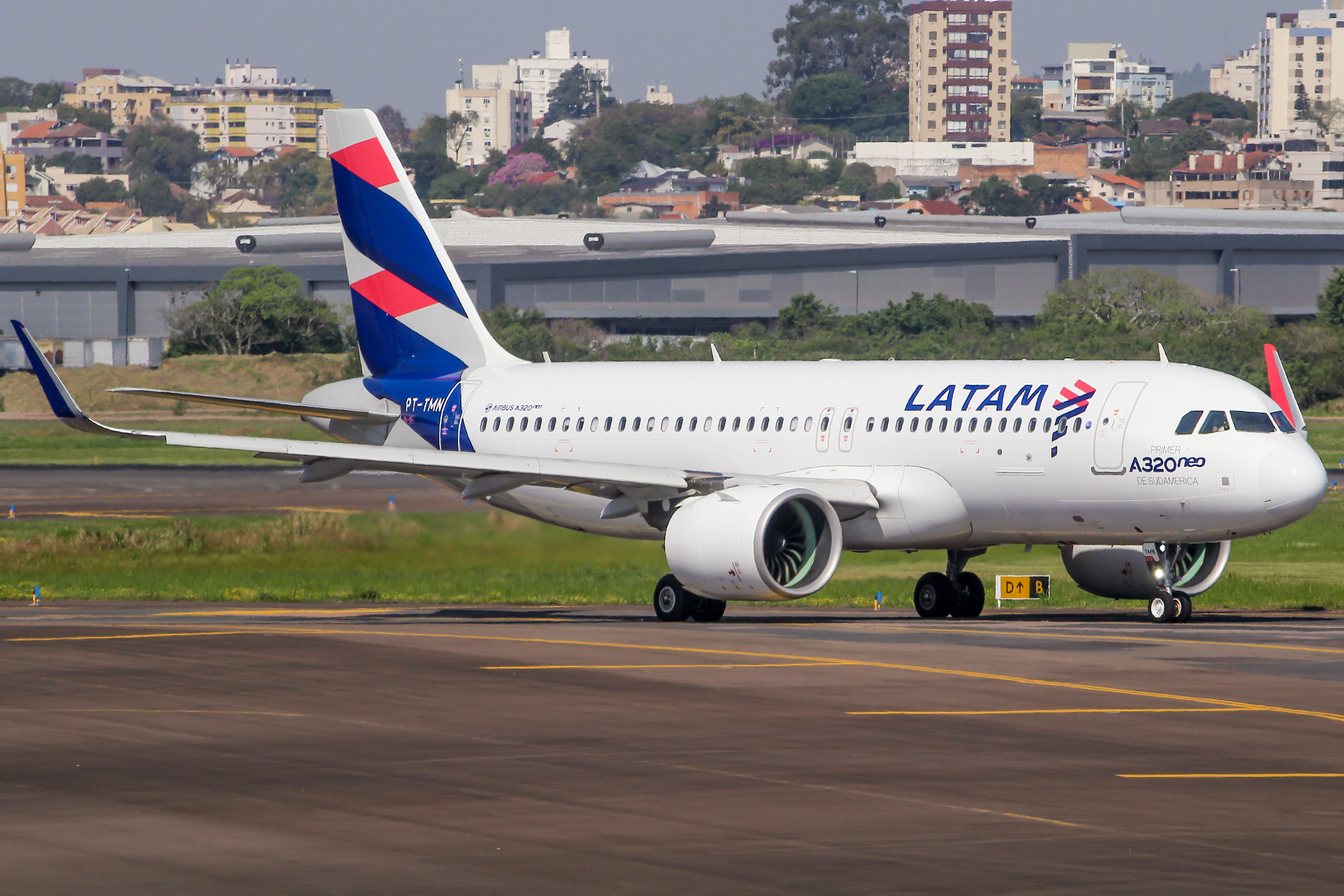
エアバスA320neo
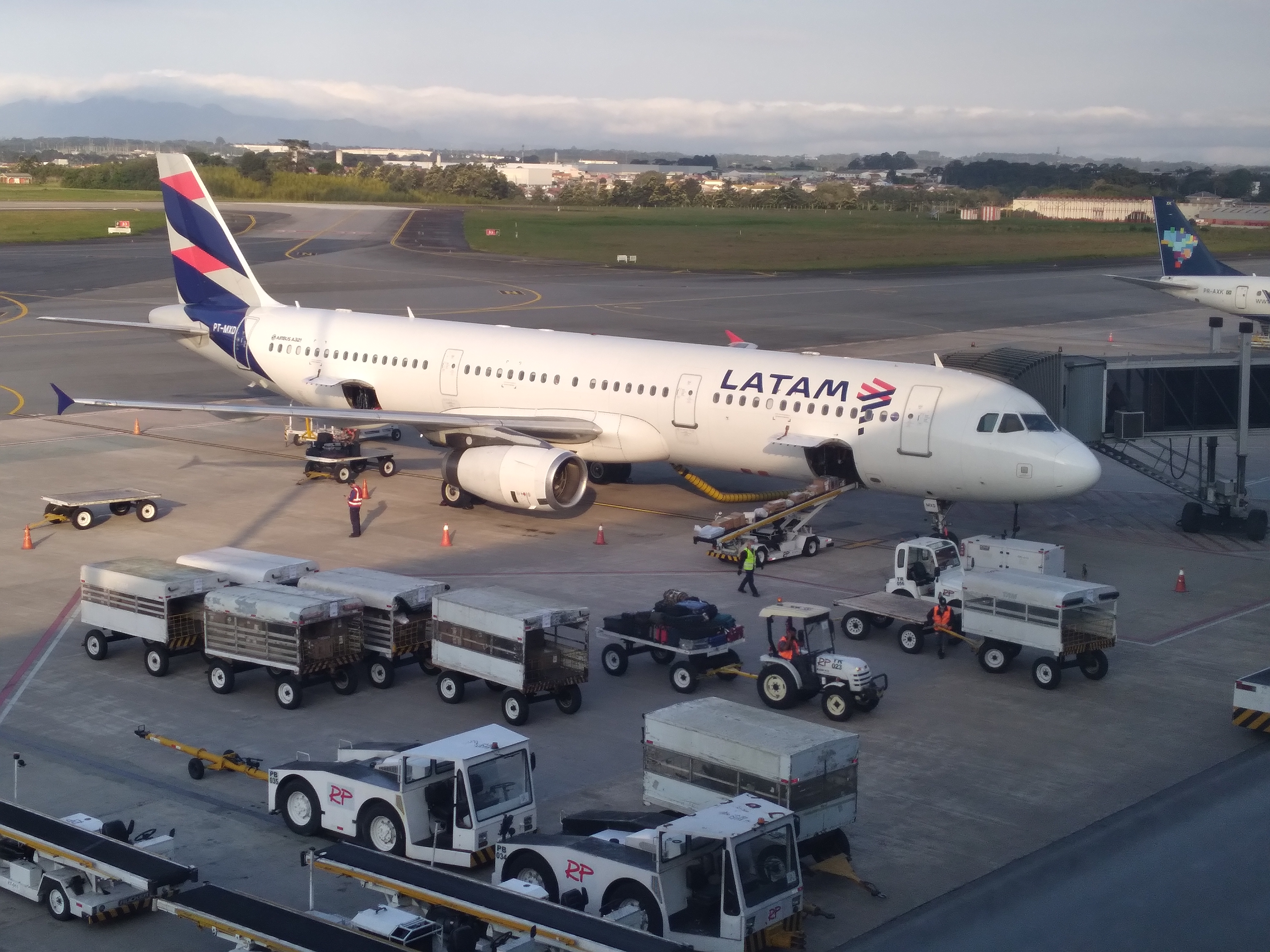
エアバスA321-200
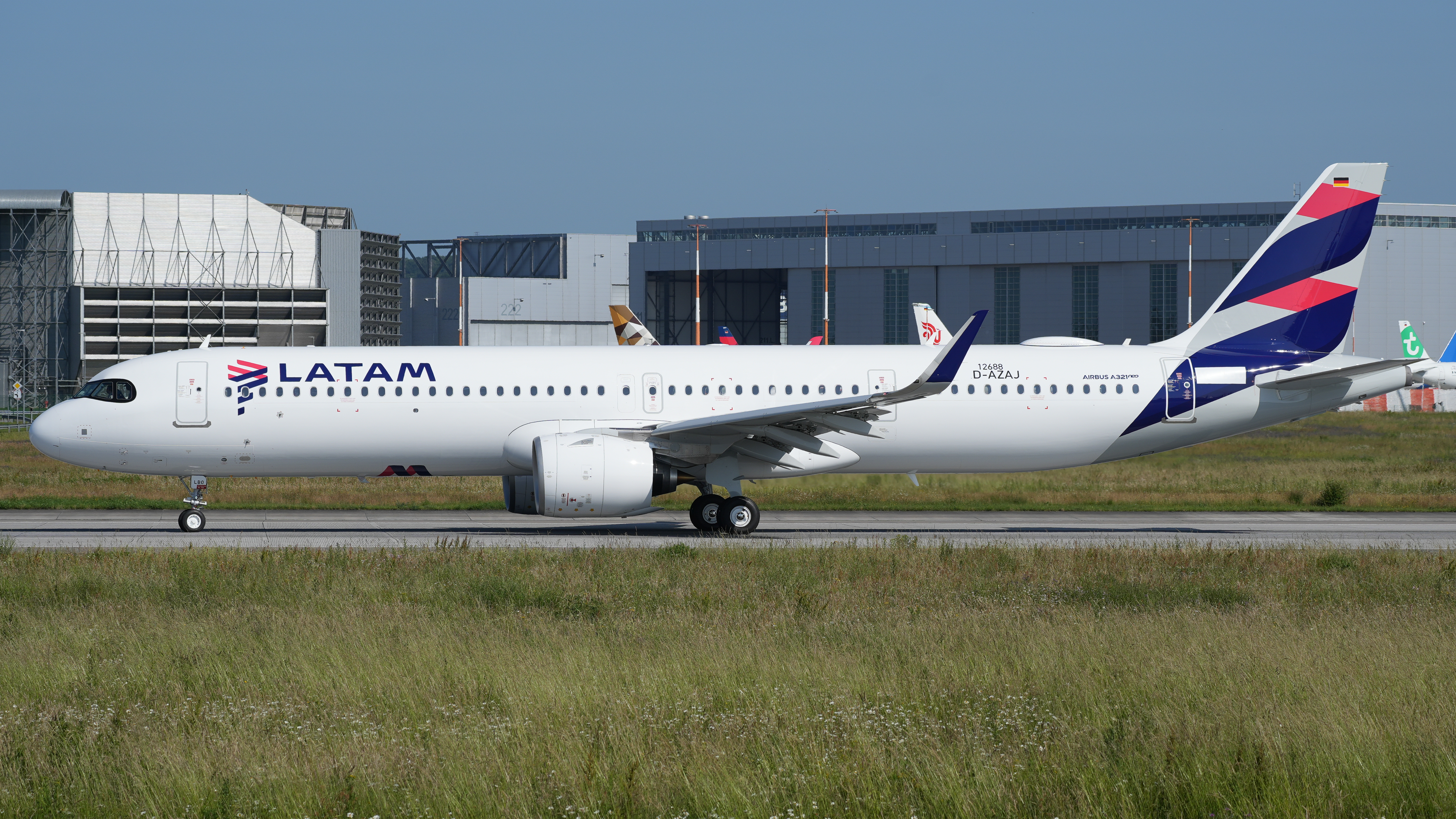
エアバスA321neo
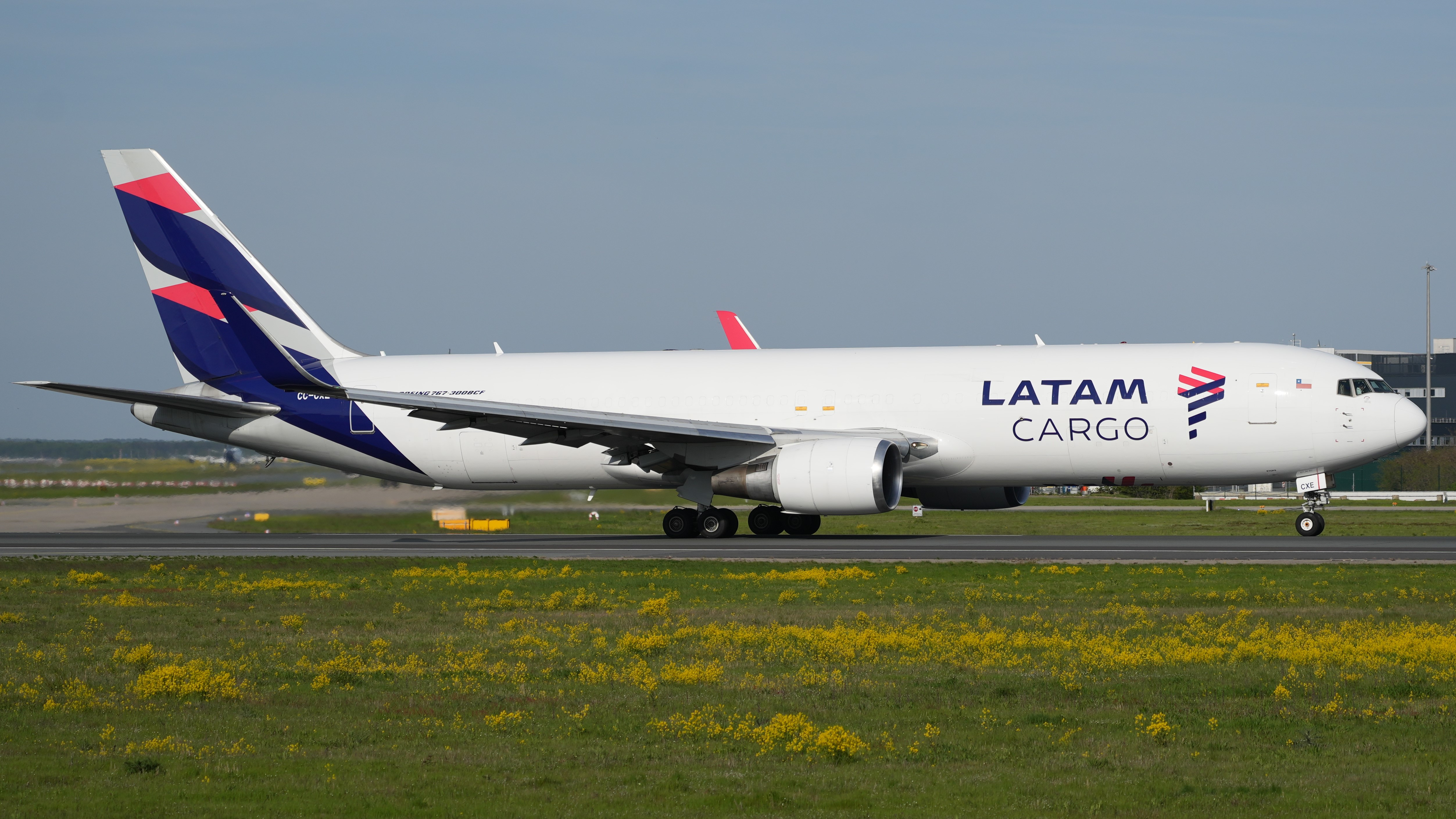
ボーイング767-300ER(BCF)
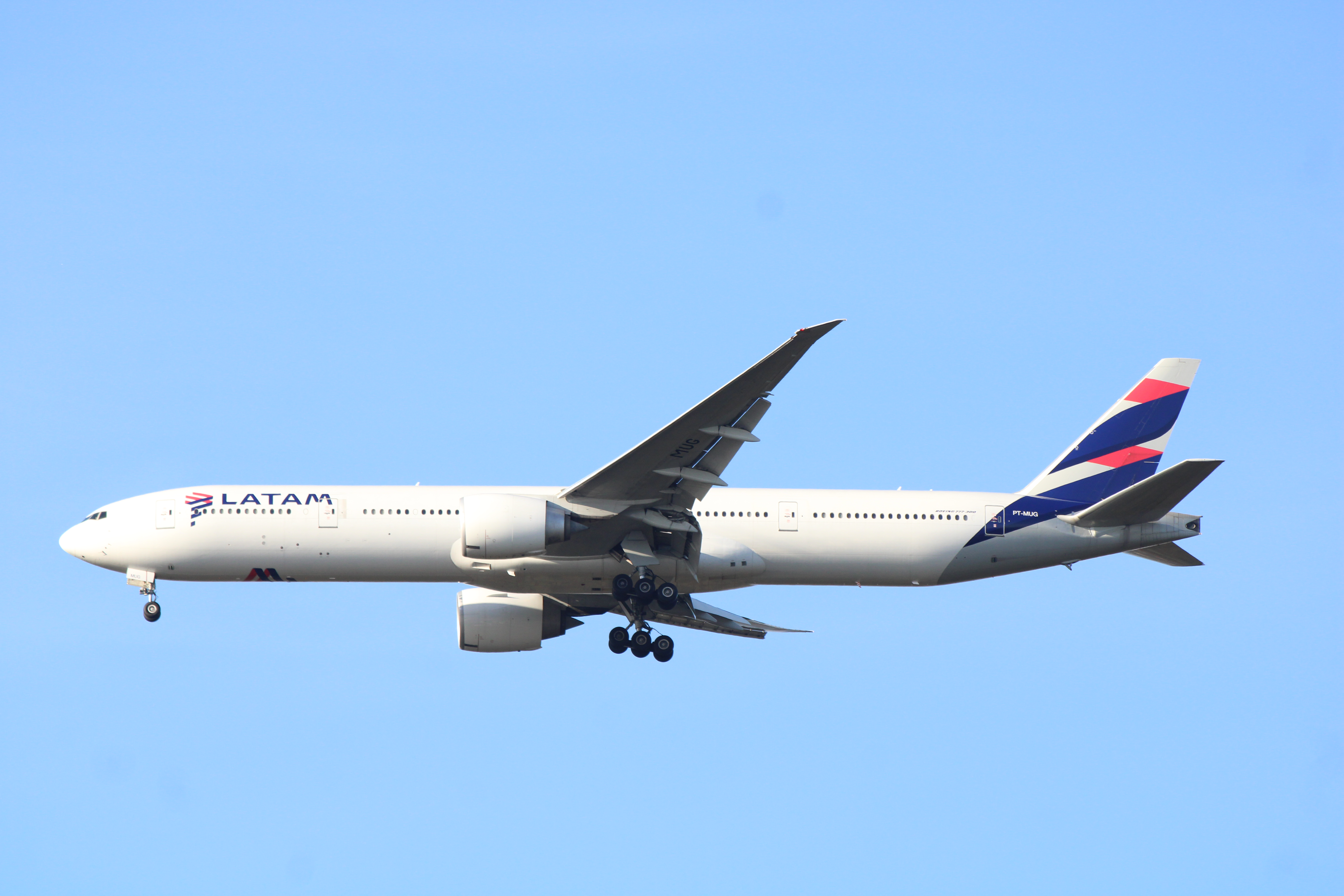
ボーイング777-300ER
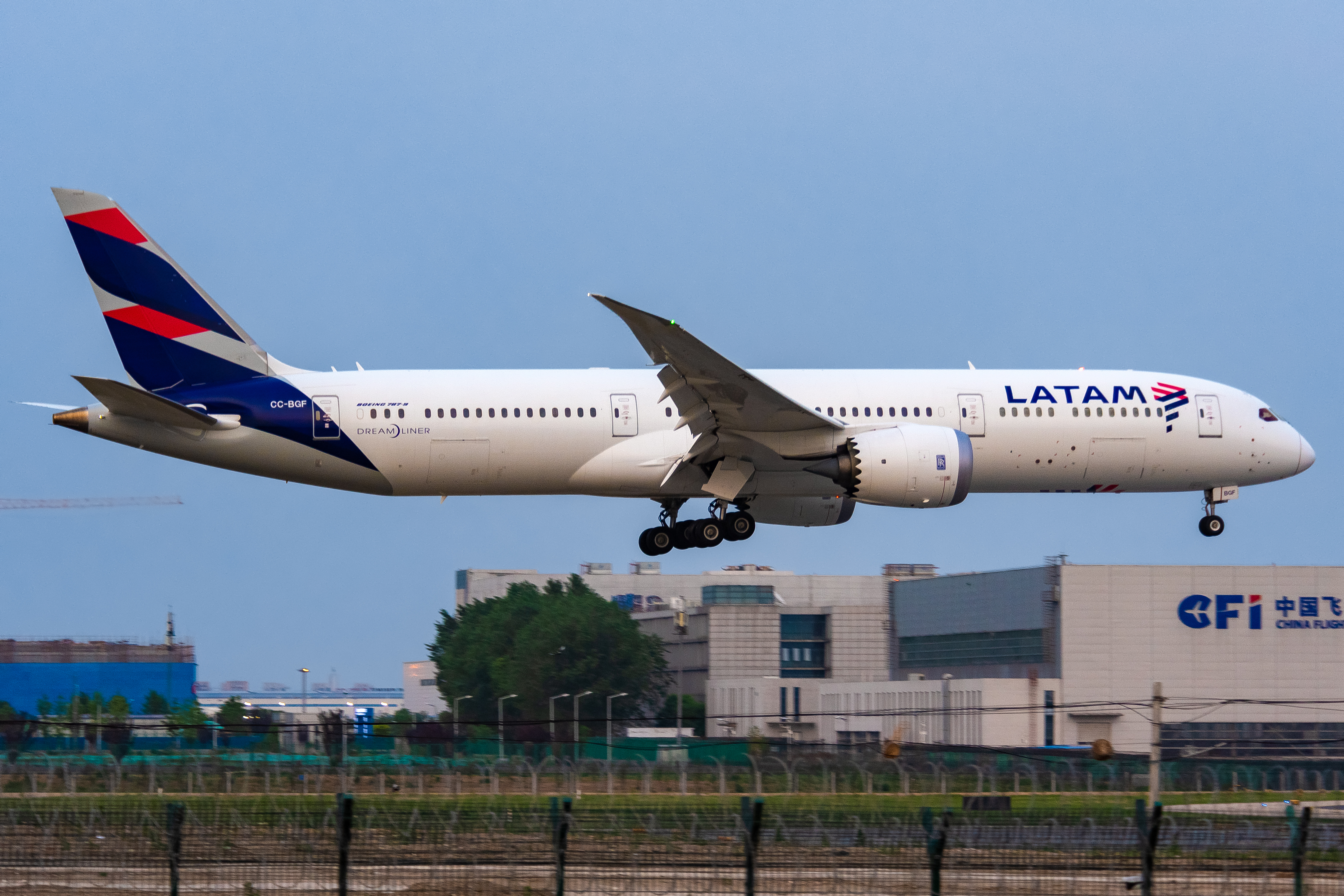
ボーイング787-9

### 過去の保有機材
- エアバスA330-200
- エアバスA340-500
- エアバスA350-900[17]
- ボーイング767-300ER
- エンブラエル EMB 110
- フォッカー F27
- フォッカー 50
- フォッカー 100
- マクドネル・ダグラス MD-11/MD-11ER

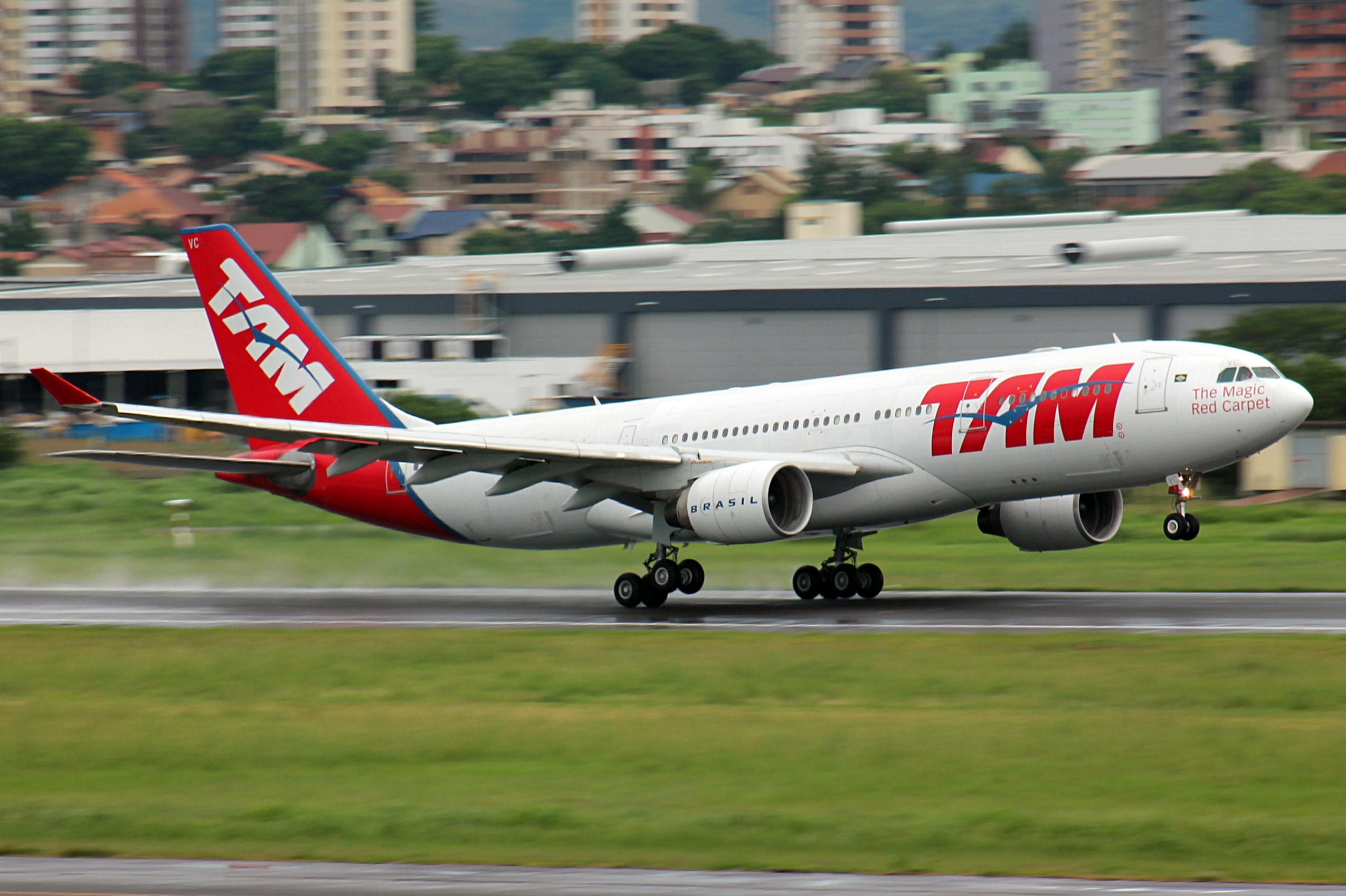
エアバスA330-200（TAM航空時代）
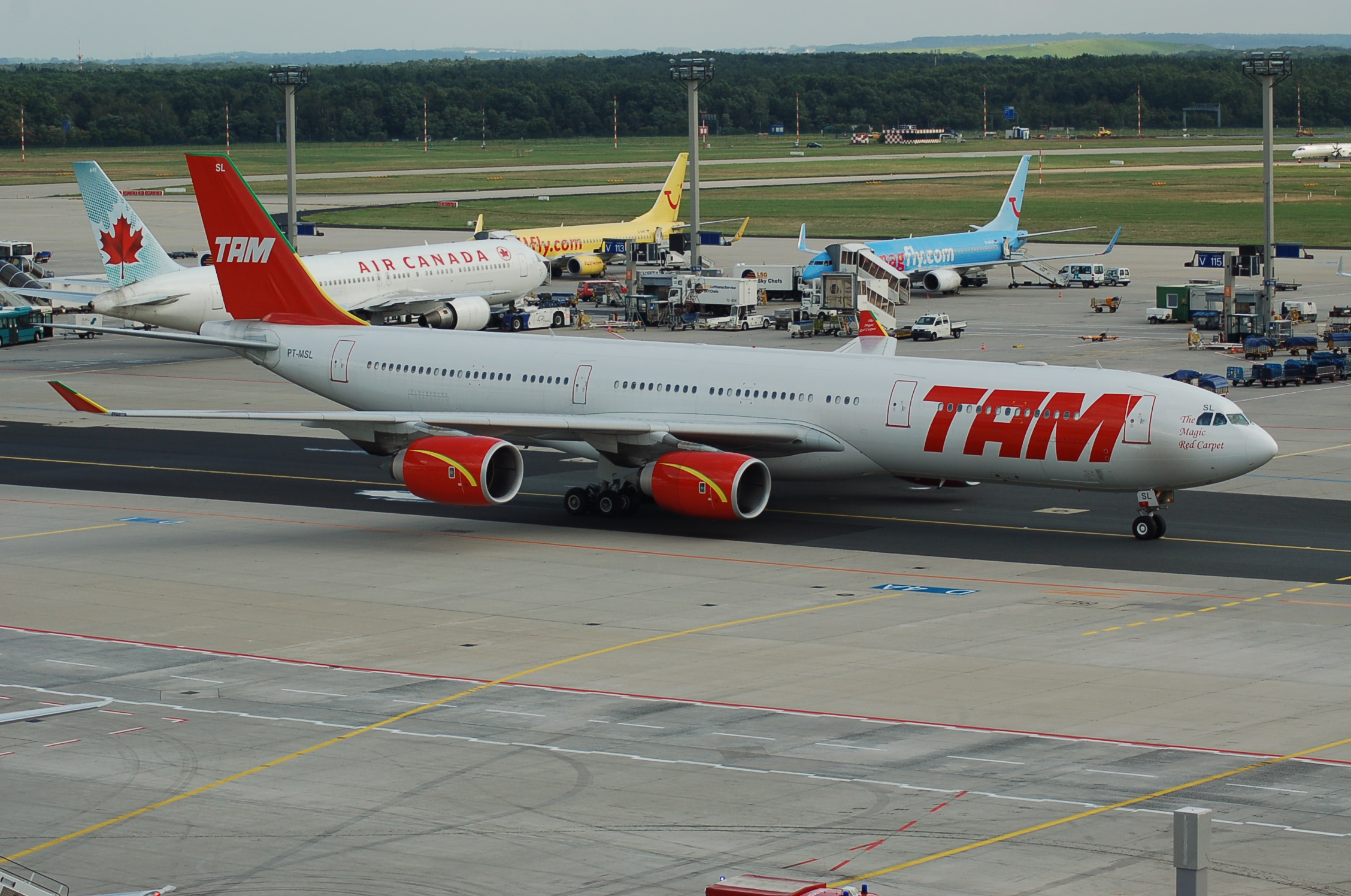
エアバスA340-500（TAM航空時代、旧塗装）
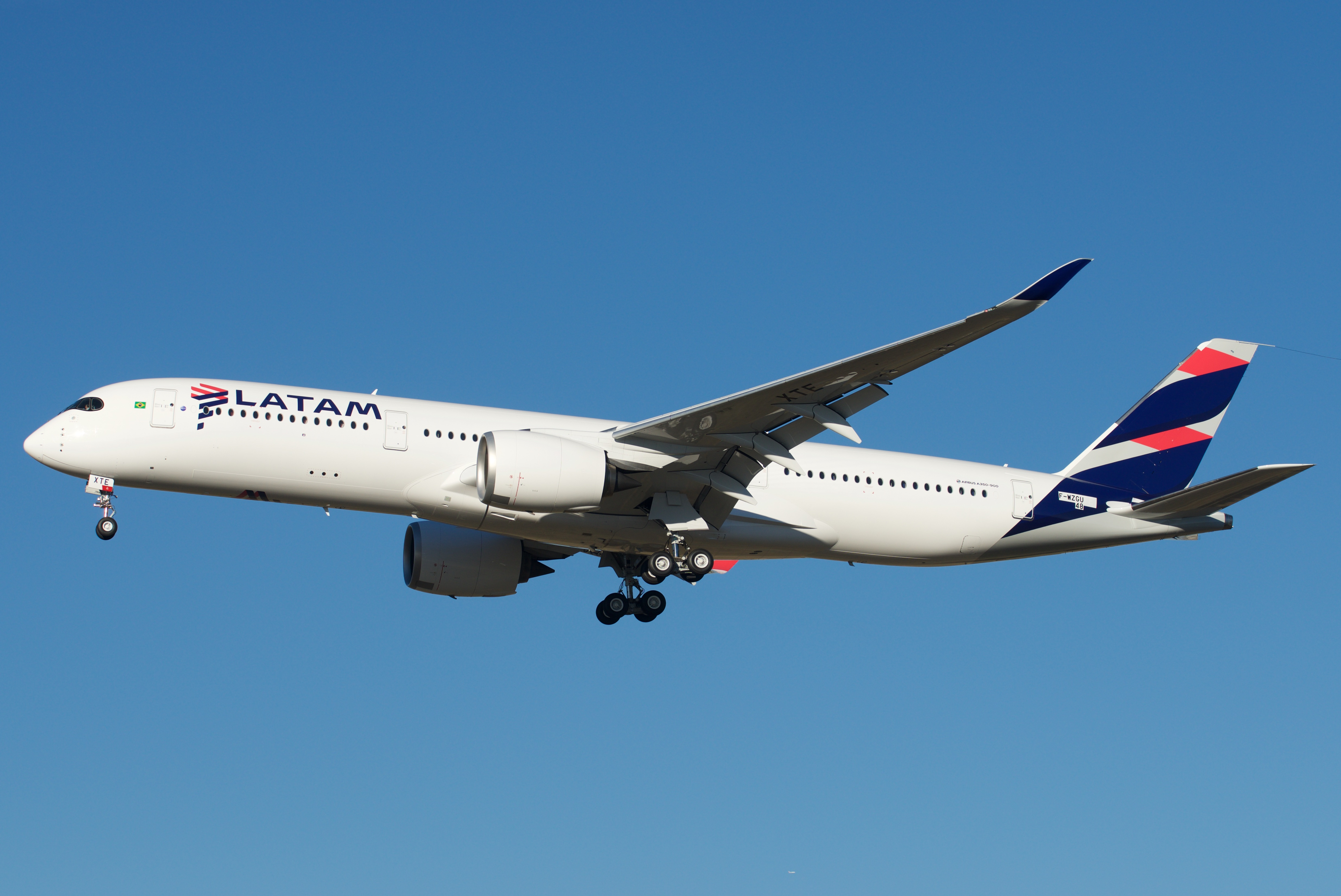
エアバスA350-900
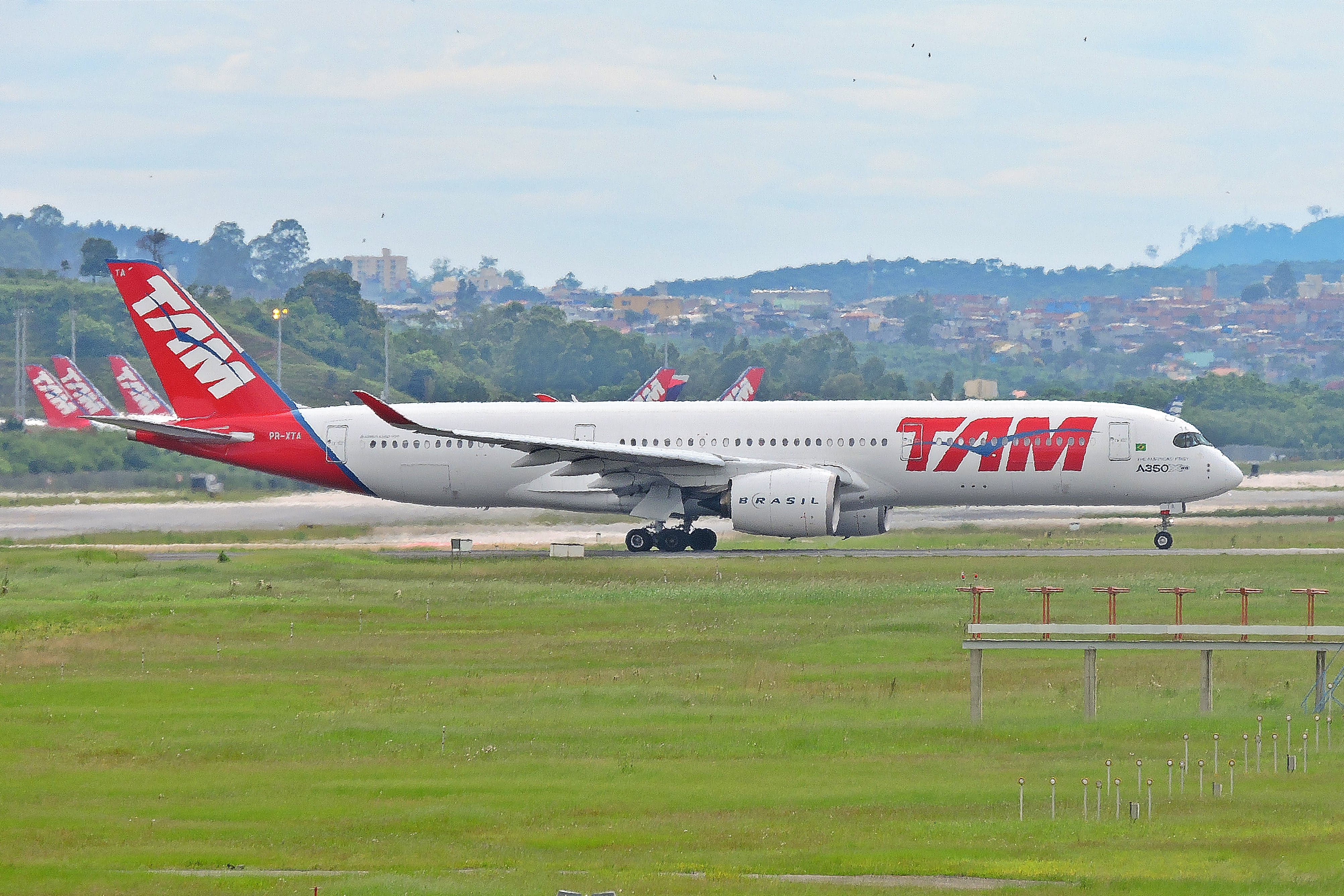
エアバスA350-900（TAM航空時代）
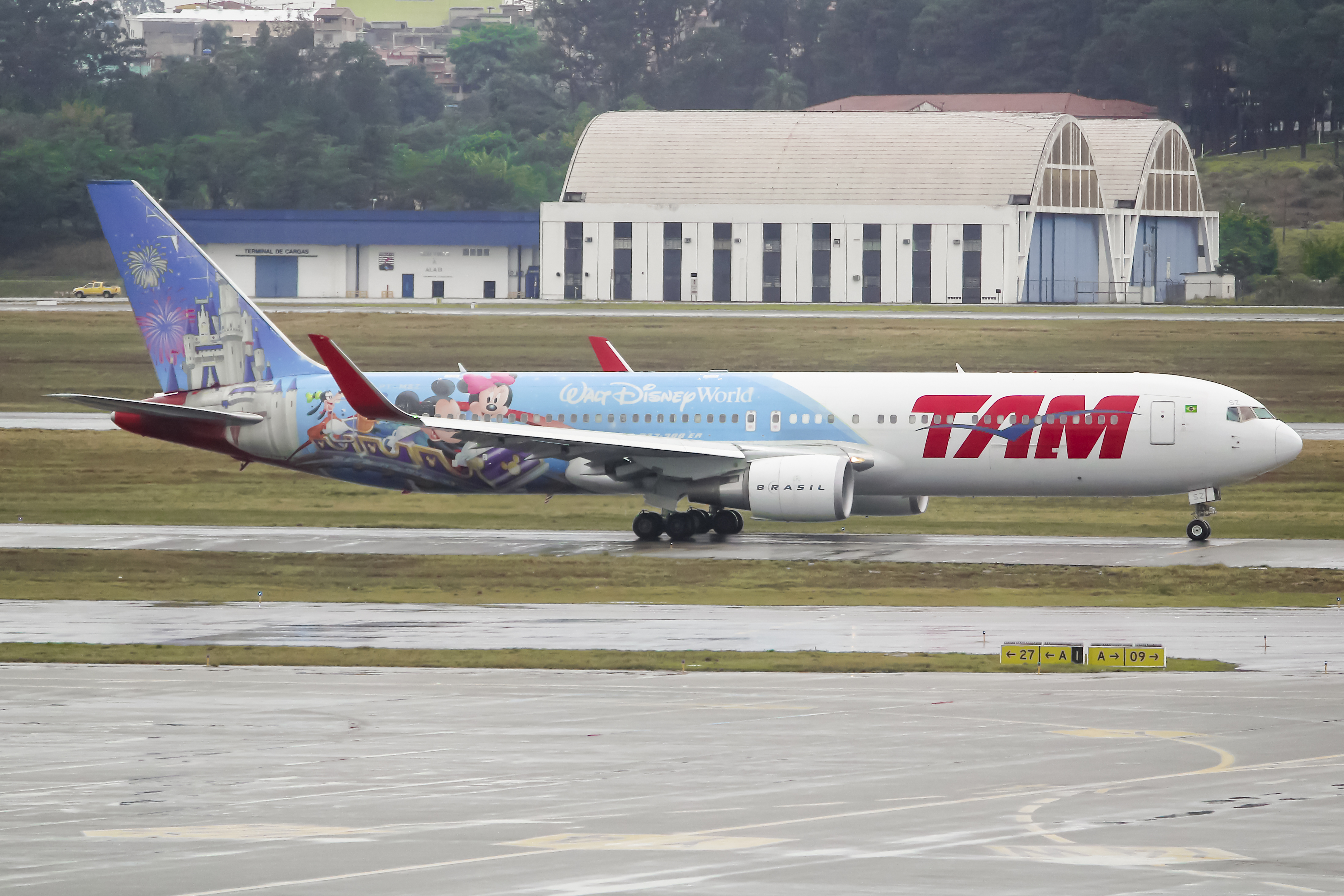
ボーイング767-300ER（TAM航空時代、ウォルト・ディズニーワールド特別塗装機）
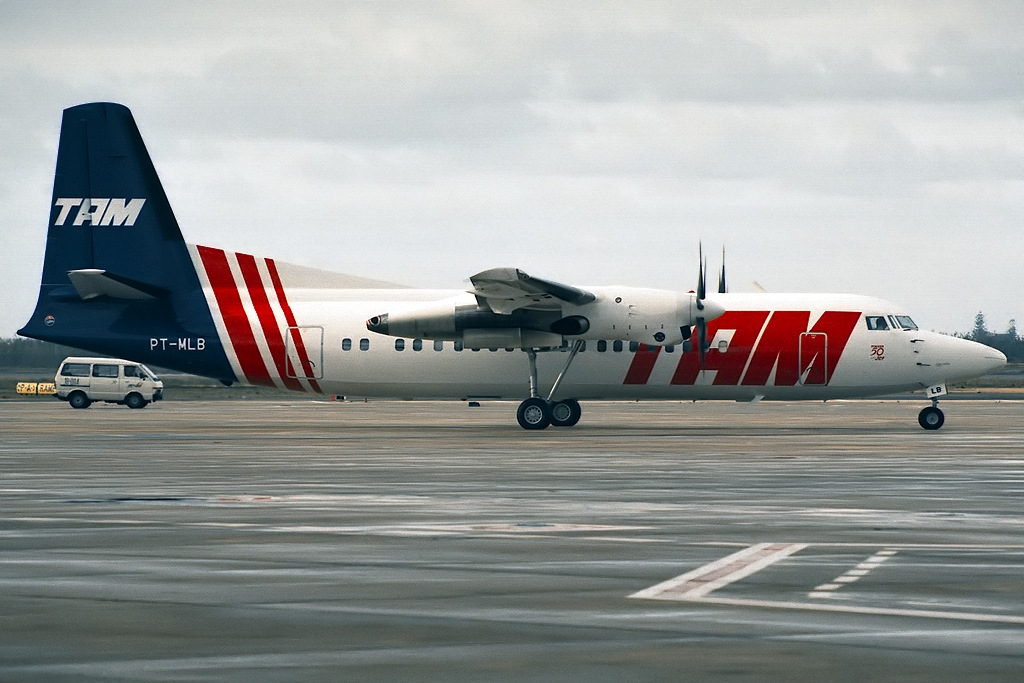
フォッカー50（TAM航空時代、旧塗装）
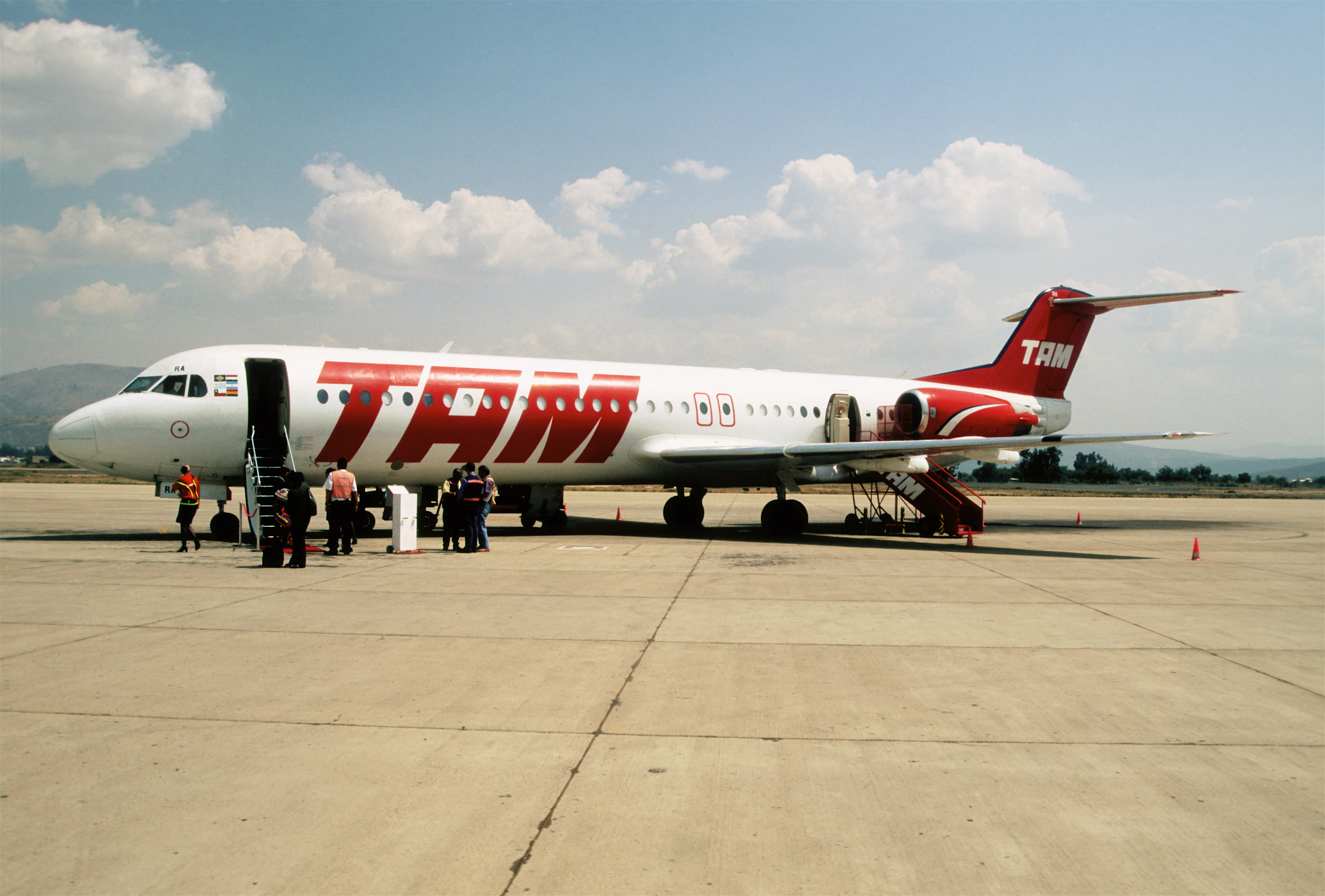
フォッカー100（TAM航空時代、旧塗装）
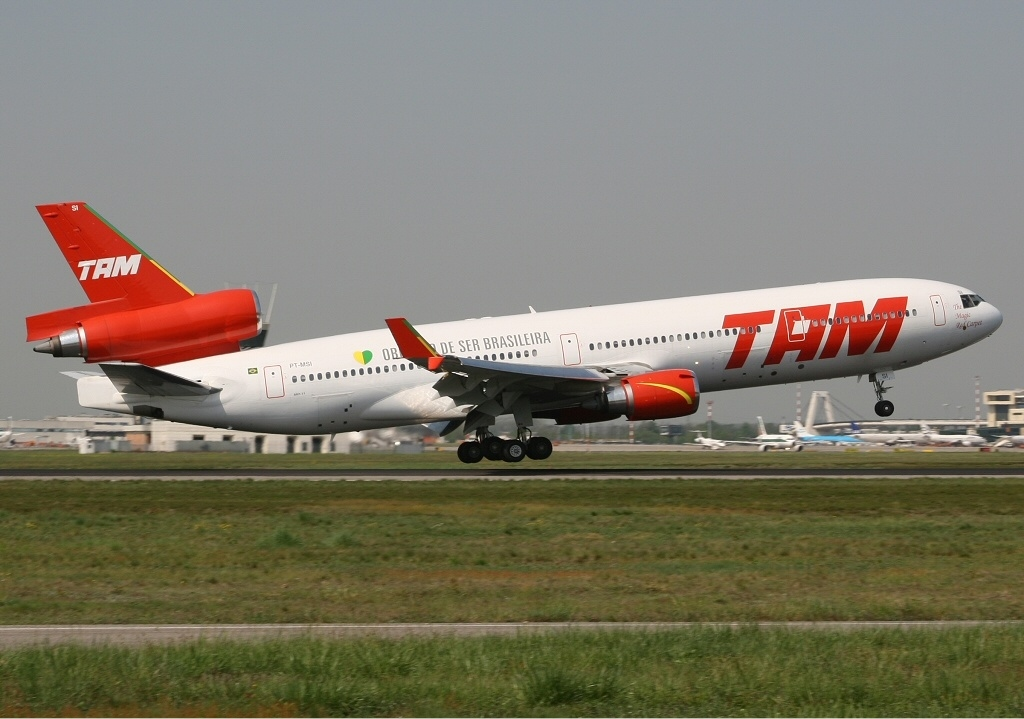
マクドネル・ダグラス MD-11（TAM航空時代、旧塗装）

## 主な就航地

### TAM

#### 国内
2006年現在、ブラジル国内の州都に位置する全ての空港に就航している。
太字は州都である。
北部
- リオ・ブランコ
- マナウス
- マカパー
- ベレン
- マラバー
- サンタレン
- ポルト・ヴェーリョ
- ジパラナ
- パウマス

北東部
- マセイオ
- サルヴァドール
- イリェウス
- ウナ
- ポルトセグロ
- フォルタレザ
- サン・ルイス
- インペラトリス
- ジョアン・ペッソーア
- レシフェ
- テレシナ
- ナタル
- アラカジュ

中西部
- ブラジリア（首都）
- ゴイアニア
- クイアバ
- カンポグランジ
- コルンバ

南東部
- ヴィトーリア
- ベロオリゾンテ
  - タンクレド・ネヴェス国際空港
  - パンプーリャ空港
- ウベルランディア
- モンテクラロス
- リオ・デ・ジャネイロ
  - アルベルト・サントス・デュモン空港
  - アントニオ・カルロス・ジョビン国際空港
- サンパウロ
  - コンゴーニャス空港（ハブ空港）
  - グアルーリョス国際空港（メインハブ空港）
- カンピーナス（ヴィラコッポス国際空港）
- サン・ジョゼー・ド・リオ・プレト

南部
- クリチバ（アフォンソ・ペーナ国際空港）
- フォス・ド・イグアス
- ロンドリナ
- フロリアノポリス
- ジョインヴィレ
- ポルトアレグレ
- ナヴェガンティス

#### 国外
※LATAM パラグアイを含む。
南アメリカ
- ブエノスアイレス
- サンタ・クルス・デ・ラ・シエラ
- サンティアゴ・デ・チレ
- ボゴタ
- アスンシオン
- シウダ・デル・エステ
- リマ
- モンテビデオ
- カラカス

北アメリカ
- マイアミ
- ニューヨーク
- オーランド
- メキシコシティ

ヨーロッパ
- パリ
- ロンドン
- フランクフルト
- ミラノ
- マドリード

#### コードシェア便
コードシェア便において、以下の都市との間にも定期便を持つ。
（）内はコードシェアの相手となる航空会社
- アスンシオン（LATAM パラグアイ）
- シカゴ（アメリカン航空）
- ボルドー（エールフランス）

## マイレージサービス
同社のマイレージサービス「LATAM Pass」は、ワンワールド加盟航空会社以外に以下の会社と提携している。
- ルフトハンザドイツ航空
- 中国国際航空
- エア・カナダ
- ブリュッセル航空
- オーストリア航空
- 深圳航空
- 南アフリカ航空
- シンガポール航空
- トルコ航空
- スイス インターナショナル エアラインズ

## 事故
- 1979年2月8日、サンパウロ州アグド市においてエンブラエルEMB110型機が墜落し、乗客乗員18名全員が死亡した。TAMにとっては初の死亡事故となった。
- 1984年7月4日、前回と同じくエンブラエルEMB110型機がリオデジャネイロ州マカエーで墜落し、乗客乗員17名が死亡した。
- 1990年2月12日、フォッカーF27がサンパウロ州バウルーの空港に着陸する際、着陸の回避を試みたところ、空港外の民家と自動車を直撃し、自動車の中にいた2名が死亡した。
- 1996年10月31日、TAM航空402便（フォッカー 100）がコンゴーニャス空港を離陸後まもなくエンジンの故障により操縦不能となり、同機はビルや家屋に衝突し墜落した。乗客90名、乗員5名全員が死亡し、地上でも4名の死者を出す惨事となった。
- 1997年7月9日、エスピリトサント州ヴィトーリアからサンパウロにむけ航行していたフォッカー100が、サンパウロ州スザノ市上空2,400メートル付近を時速500キロ前後で航行中、機体後部にしかけられた爆弾が起爆し、爆発により生じた穴から乗客4名が機外に投げ出され死亡した。爆発により機体右側面に生じた穴は高さ1.5メートル、幅2.5メートルにも及ぶものであったが、機体は目的地であるコンゴニャス国際空港に着陸した。
- 2001年9月18日、フォッカー100のエンジンが故障した際、その部品が機内に飛び込み乗客1名が死亡した。
- 2002年8月30日、燃料切れによりフォッカー100がサンパウロ州アラサツトゥバ近郊の農場に不時着した。乗客に死者・負傷者は出なかったものの、着陸時に農場の牛1頭が犠牲となった。同日、同じくTAM航空のフォッカー100がヴィラコッポス国際空港に緊急着陸するという出来事があったため、TAMはフォッカー100の退役を早め、3年以内に同機種を完全に退役させるとの声明を出す事態となった。（実際には実現しなかった）
- 2006年8月8日、フォッカー100の搭乗用ドアがコンゴニャス空港を離陸した直後に脱落し、脱落したドアはサンパウロ市内のスーパーマーケット近くに落下した。同機はすぐさま同空港に引き返した。落下したドアがスーパーマーケットの日よけを破壊したものの、地上も含め負傷者は出なかった。
- 2007年7月17日、コンゴーニャス空港でエアバスA320型機が着陸に失敗、空港外のTAMエクスプレス（TAM航空子会社）の建物に激突し炎上した。乗客乗員と地上の死者の合計は199名にものぼり、TAM航空にとっては、エアバス機による初の死亡事故かつ同社最悪の航空事故となり、さらには南米でも史上最悪の航空事故となった。A320ファミリーにおいても、メトロジェット9268便爆破事件に次いで死者が多い。